# Daniel de Florian
Daniel Enrique de Florian (Buenos Aires, 20 de junio de 1967) es un doctor en física argentino especializado en física de altas energías.
Su especialidad es la cromodinámica cuántica, la física del bosón de Higgs en el LHC y la estructura polarizada de los hadrones.

## Biografía
Se licenció en Física en la Facultad de Ciencias Exactas y Naturales de la Universidad de Buenos Aires en 1992, y obtuvo doctorado en 1995 en la Universidad Nacional de La Plata con la tesis «Estudio de las Funciones de Estructura del Nucleón Polarizado», con Carlos García Canal como director.
Entre 1996 y 1998 realizó un postdoctorado en física de altas energías en la División teórica del CERN, en Ginebra, Suiza. Desde 1998 hasta 2001 llevó a cabo sus tareas de investigación en el Instituto de Física Teórica del Eidgenossische Technische Hochschule (ETH), en Zúrich, Suiza, donde se especializó en la física del Bosón de Higgs en colisionadores hadrónicos.
Es Profesor Titular en la Escuela de Ciencia y Tecnología de la UNSAM e
investigador Superior del Conicet (Consejo Nacional de Investigaciones Científicas y Técnicas) y fue profesor invitado de las Universidades de Florencia y Zúrich.
Ha publicado más de una centena de artículos científicos y dirigido más de una decena de tesis. Forma parte del Steering Committee del Higgs Cross Section Working Group (del LHC).
Es miembro del Particle Data Group,
Es autor del Review of Particle Physics.
En junio de 2015 fundó el ICAS (International Center for Advanced Studies: Centro Internacional para Estudios Avanzados) en la UNSAM (Universidad Nacional de General San Martín). Desde junio de 2019 dirige el proyecto de Inteligencia Artificial Interdisciplinaria de la UNSAM Desde 2020 es el director del Instituto de Ciencias Físicas (ICIFI).
Realiza popularización científica en diversos medios y ha dado conferencias en diversas entidades, incluyendo su participación en los conciertos Noches de Música y Ciencia, junto al pianista Horacio Lavandera. Es autor del libro Átomos, núcleos y partículas elementales: una expedición al mundo subatómico, publicado por la editorial Eudeba (de la UBA).
Es padre de dos hijes, Aylen y Felix de Florian.

## Premios
- 2023. Homenaje del club San Lorenzo de Almagro
- 2023. Premio Konex de Platino en la disciplina Física y Astronomía[6][7]
- 2020. Miembro Titular de la Academia Nacional de Ciencias Exactas, Físicas y Naturales
- 2018. Miembro de la Academia de Ciencias de América Latina (ACAL) en
- 2017. Mención de Honor al valor Científico del Senado de la Nación .
- 2016. Premio Von Humboldt Research de la Fundación Alexander von Humboldt.[8][9]
- 2014. Premio de la Academia Mundial de Ciencias (TWAS) en Física.
- 2008-2009. Fellow de la Fundación Guggenheim.[10]
- 2008. Beller Lectureship, otorgado por la American Physical Society (Sociedad Física de Estados Unidos).[11]
- 2007. Premio Juan José Giambiagi, en Física, otorgado por la Academia de Ciencias de Argentina.[12]
- 2005. Premio Bernardo Houssay al investigador joven, otorgado por la Secretaría de Ciencia y Tecnología (SeCyT).[13]